# Телюковка
Телюковка — деревня в Ершичском районе Смоленской области России. Входит в состав Беседовского сельского поселения. Население — 31 житель (2007 год). 
Расположена в южной части области в 13 км к юго-западу от Ершичей, в 25 км южнее автодороги А101 Москва — Варшава («Старая Польская» или «Варшавка»), на берегу реки Смородинка. В 20 км севернее деревни расположена железнодорожная станция Криволес на линии Рославль — Кричев. 

## История
В годы Великой Отечественной войны деревня была оккупирована гитлеровскими войсками в августе 1941 года, освобождена в сентябре 1943 года.